# Craspedolepta alevtinae
Craspedolepta alevtinae är en insektsart som beskrevs av Andrianova 1948. Craspedolepta alevtinae ingår i släktet Craspedolepta och familjen rundbladloppor. Inga underarter finns listade i Catalogue of Life.